# Trichorhina pittieri
Trichorhina pittieri är en kräftdjursart som först beskrevs av Arthur Sperry Pearse 1921.  Trichorhina pittieri ingår i släktet Trichorhina och familjen myrbogråsuggor. Inga underarter finns listade i Catalogue of Life.